# Стар Прери (Висконсин)
Стар Прери (енгл. Star Prairie) град је у америчкој савезној држави Висконсин.

## Демографија
По попису из 2010. године број становника је 561, што је 13 (-2,3%) становника мање него 2000. године.
| Група             | 2000.       | 2010.       |
| Белци             | 560 (97,6%) | 535 (95,4%) |
| Афроамериканци    | 1 (0,2%)    | 0 (0,0%)    |
| Азијати           | 12 (2,1%)   | 5 (0,9%)    |
| Хиспаноамериканци | 1 (0,2%)    | 9 (1,6%)    |
| Укупно            | 574         | 561         |